# 513557 NIGPAS
513557 NIGPAS este o planetă minoră (asteroid) din centura de asteroizi. A fost descoperită pe 10 august 2010 la Xuyi County⁠(d) de  și a fost numită după Nanjing Institute of Geology and Paleontology⁠(d). 
Obiectul prezintă o orbită caracterizată de o semiaxă mare de 2,7816289307858 UAi, o excentricitate de 0,26873148428714, o înclinație de 10,61886147583 ° în raport cu ecliptica.